# Kazys Abromavičius
Kazys Valdemaras Abromavičius (Kulautuva, 4 de marzo de 1928 – 18 de agosto de 2008) fue un pintor lituano.
Se graduó en el Instituto de Arte Lituano en 1954 especializándose en el vitral. En 1956, fue descubierto por Lida Meškaitytė. De 1954 a 1957 trabajó en Kaunas, de 1960 a 1964 en el Ministerio de Cultura y de 1964 a 1980 en el Museo de Arte de Lituania.
Se destacó por sus acuarelas paisajísticas como la "Laguna de Curlandia" en 1979, las "Dunas de Nida" en 1986 y los "Girasoles" en 1997. También fue retratista. Sus pinturas como La actriz Eugenija Pleškytė en 1970 y La mujer con el sombrero (1996), caracterizadas por el lirismo y el uso de colores transparentes.